# Белое Рождество (десерт)
Белое Рождество (англ. White Christmas) — австралийский десерт, напоминающий белую нугу. Это популярное в Австралии рождественское блюдо, которое легко могут приготовить дети.
Белое Рождество готовится из сухофруктов, таких как изюм, глазированная вишня, измельчённого сушёного кокоса, сахарной пудры, сухого молока и рисовых хлопьев (рисовых шариков), с гидрогенизированным кокосовым маслом (например, марки Copha) в качестве связующего ингредиента.

## Приготовление
Гидрогенизированное масло расплавляют и смешивают с сухими ингредиентами. Смесь выливают в прямоугольную форму для выпечки и оставляют застывать, обычно в холодильнике. После застывания десерт разрезают на квадраты для подачи на стол.
Существуют рецепты с дополнительными ингредиентами, в частности, с орехами, белым шоколадом.

## История
Марк Твен упоминает десерт «Белое Рождество» в автобиографической книге «По экватору» (1897), однако не ясен его состав. Считается, что появление и распространение десерта связано с появлением рисовых хлопьев или шариков компании Kellogg 's, которые обычно используются в Белом Рождестве, а они стали популярны в Австралии с 1930-х годов, как и кокосовое масло брэнда Copha.